# Kommittén för Internetannonsering
Kommittén för Internetmarknadsföring, KIM, är en branschgemensam kommitté inom området internetannonsering där annonsörer, mediebyråer, medieägare och säljnätverk samverkar för att enas kring konkurrensneutrala branschfrågor. 
KIA-index är sedan 2002 den branschgemensamma mätvalutan för svenska webbplatser. Resultaten används av annonsörer och övriga intressenter.
I början av 2013 var drygt 550 webbplatser anslutna till KIA-index. Kantar Media Sweden AB har det formella, juridiska, organisatoriska och ekonomiska ansvaret för KIA-index.